# Steenkist

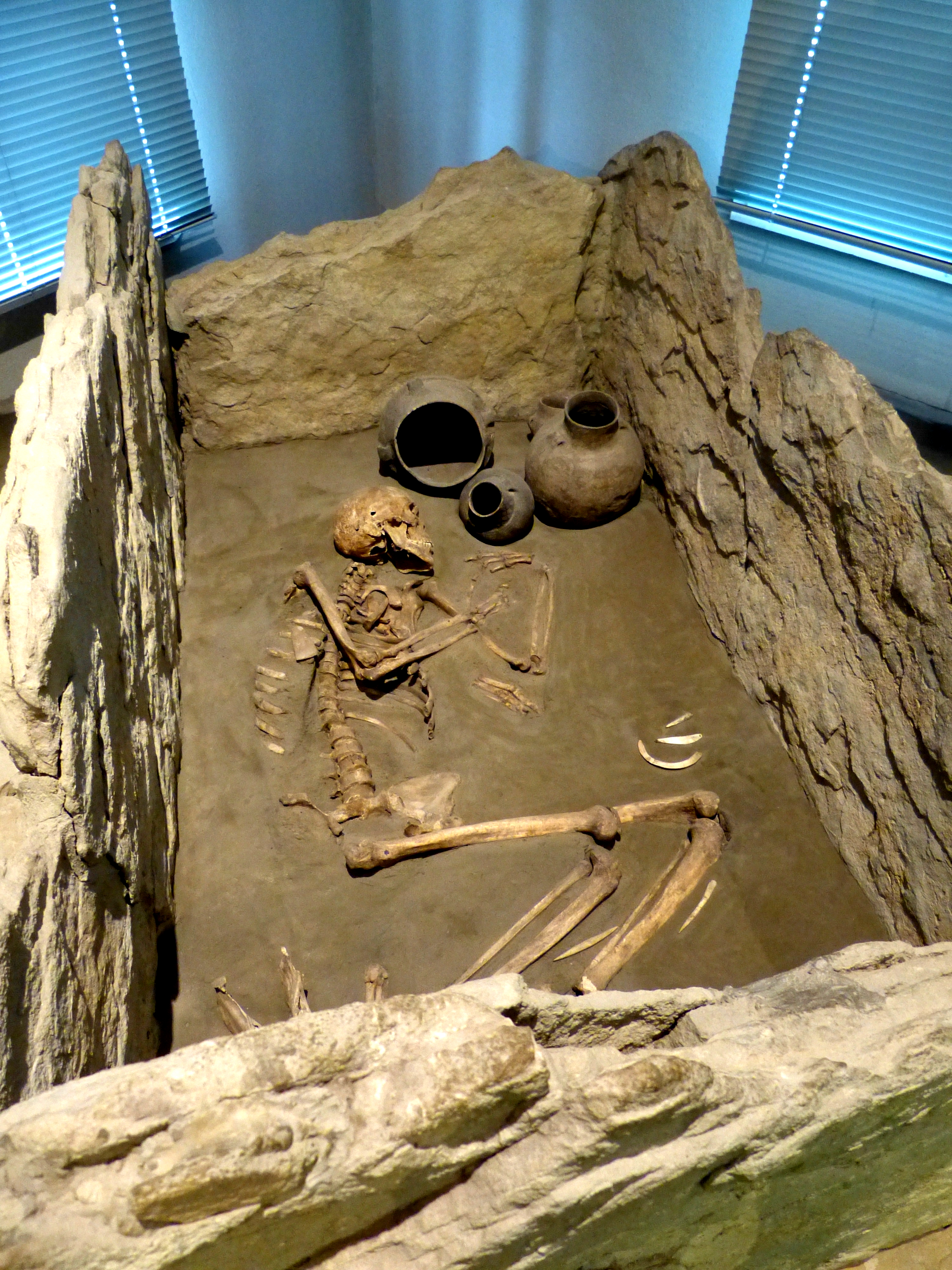
steenkist van de kogelamforacultuur, gevonden op de Derfflinger Hügel bij Kalbsrieth
4000 v.Chr.
Museum für Ur- und Frühgeschichte in Thüringen

Een steenkist is een grafvorm die vanaf het late neolithicum en de kopertijd tot aan de midden van de bronstijd in het noorden en noordwesten van Europa in verschillende culturen werd gebouwd en in de megalithische culturen van India.
Een steenkist heeft een rechthoekige structuur van meer of minder platte steenplaten die rechtop zijn geplaatst. De meeste steenkisten zijn ingegraven in de grond, of met kunstmatige aarden of stenen grafheuvels bedekt. In sommige gevallen ligt de steenkist binnen een steencirkel, zoals bij de Baskische harrespil. De graven zijn vaak apart, maar ook collectieve graven komen voor.

## Voorkomen en datering
De oudste steenkisten vinden we aan het eind van de trechterbekercultuur in het noorden van Nederland en in Noord-Duitsland (bijv. de Bargloyer Steinkiste). Daar zijn meer megalithische, grote collectieve graven: de hunebedden en galerijgraven. 
In noordelijker streken, zoals Zweden, is de steenkist veel langer in gebruik gebleven. Een radgraf bevatte vaak een steenkist. Er zijn daar ook veel meer steenkisten gevonden dan in de andere gebieden. In Denemarken, Noorwegen en Zweden staat de steenkist bekend als hellekiste.

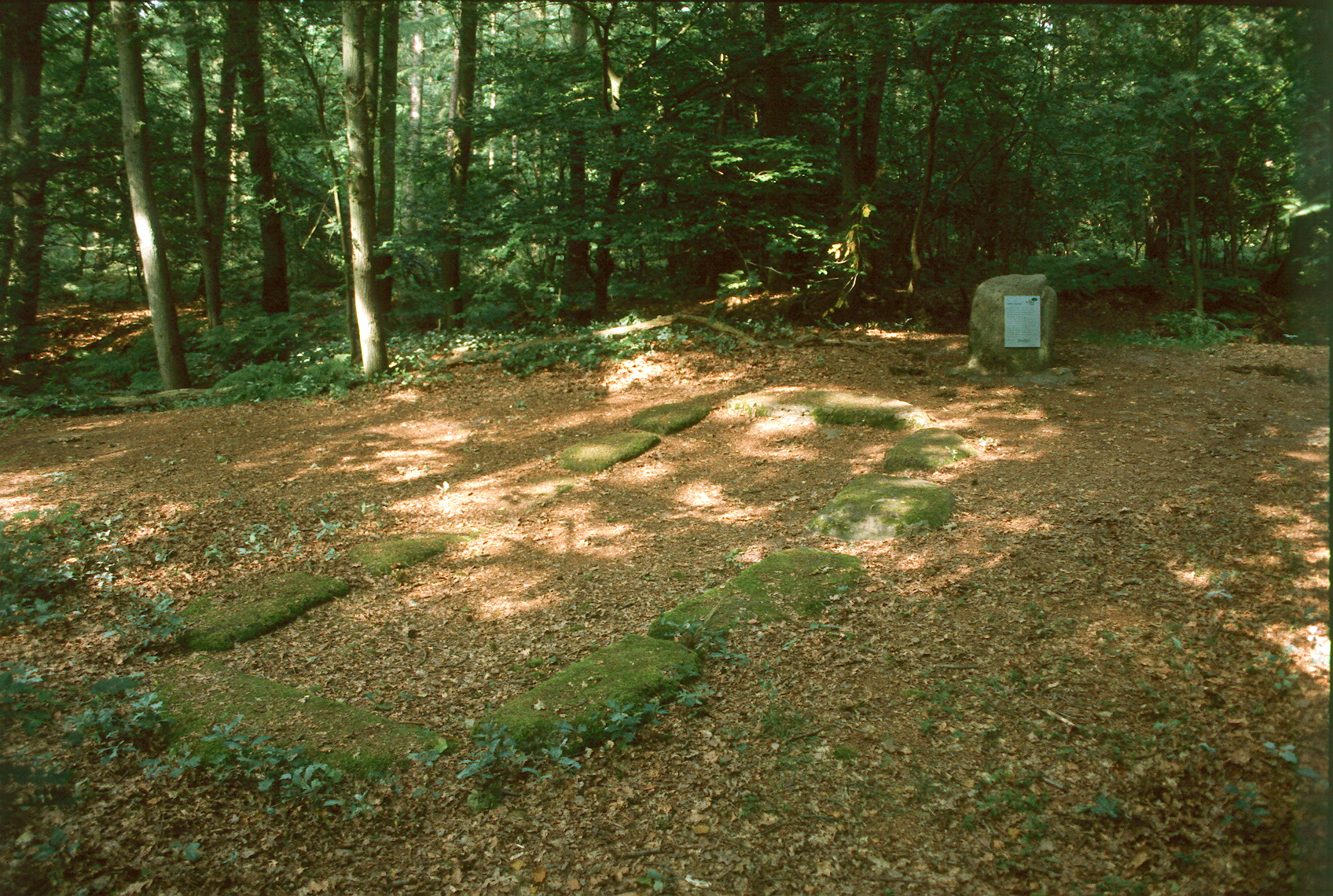
Steenkist van Rijs Nederland
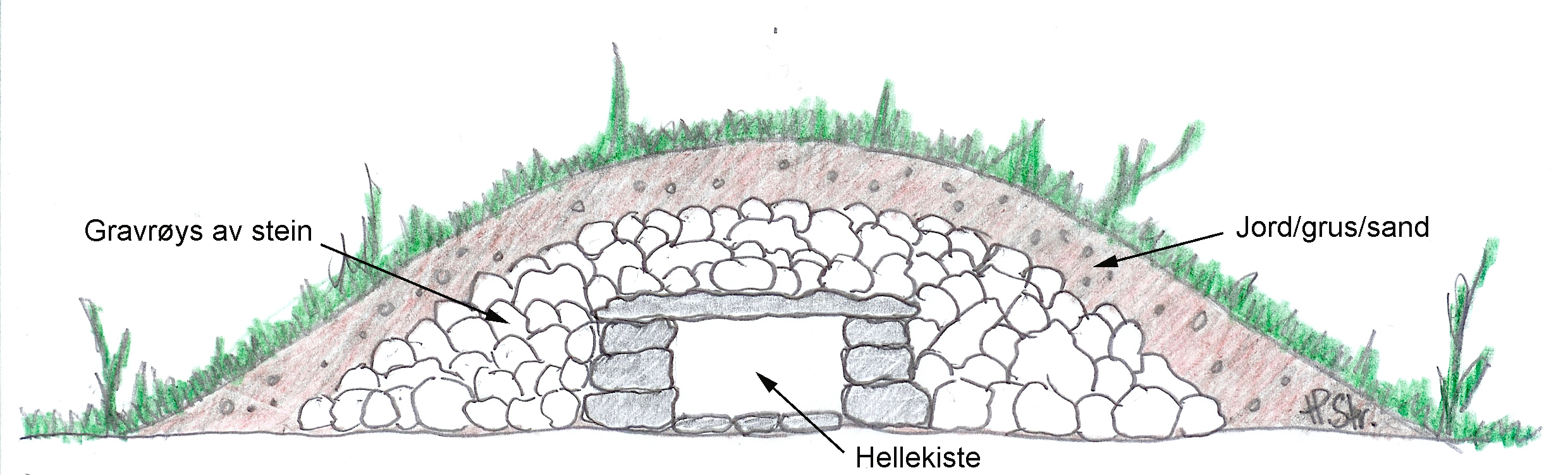
Dwarsdoorsnede van een grafheuvel met een hellekiste
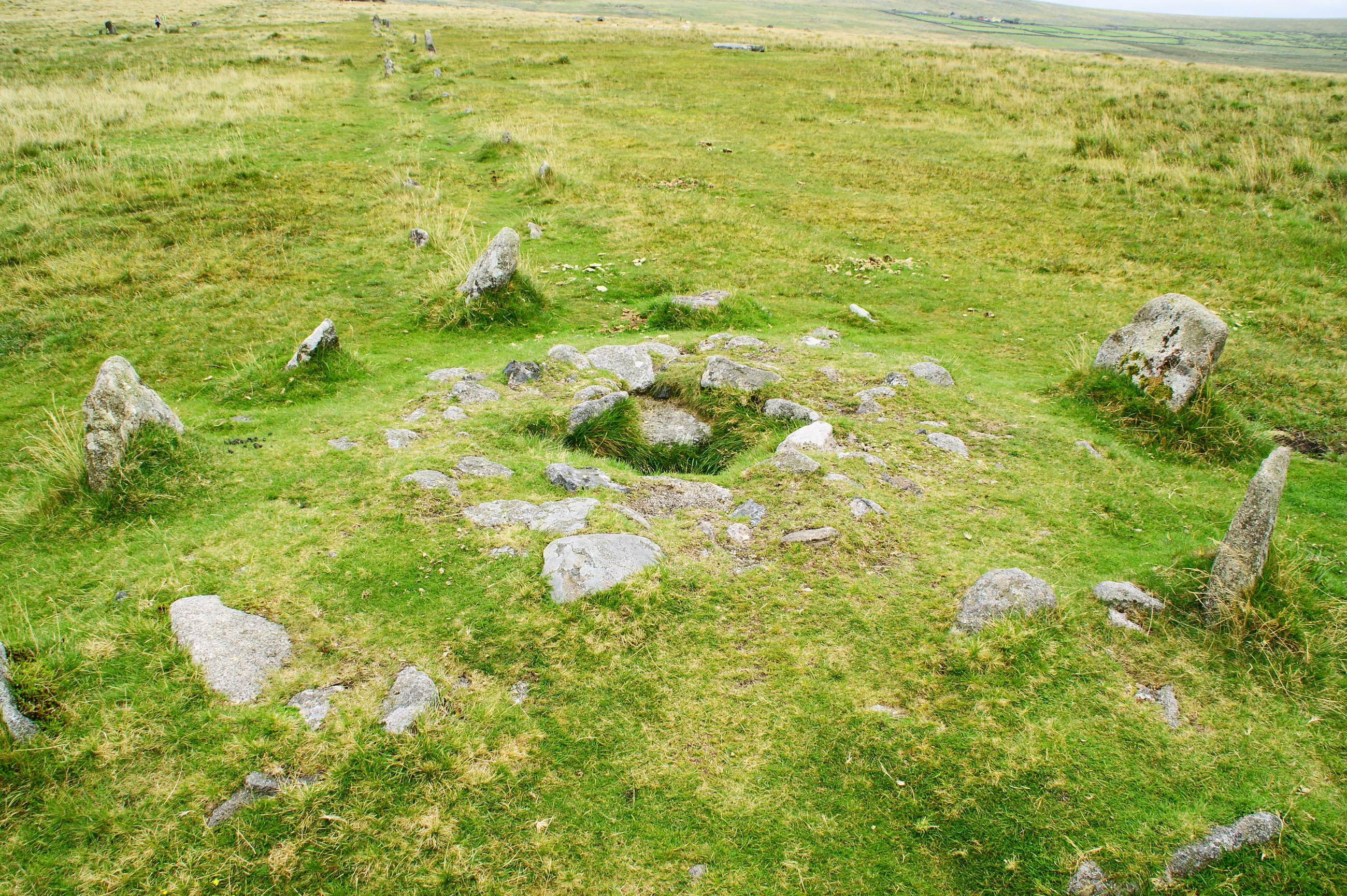
Kist met steencirkel in het nationale park Dartmoor
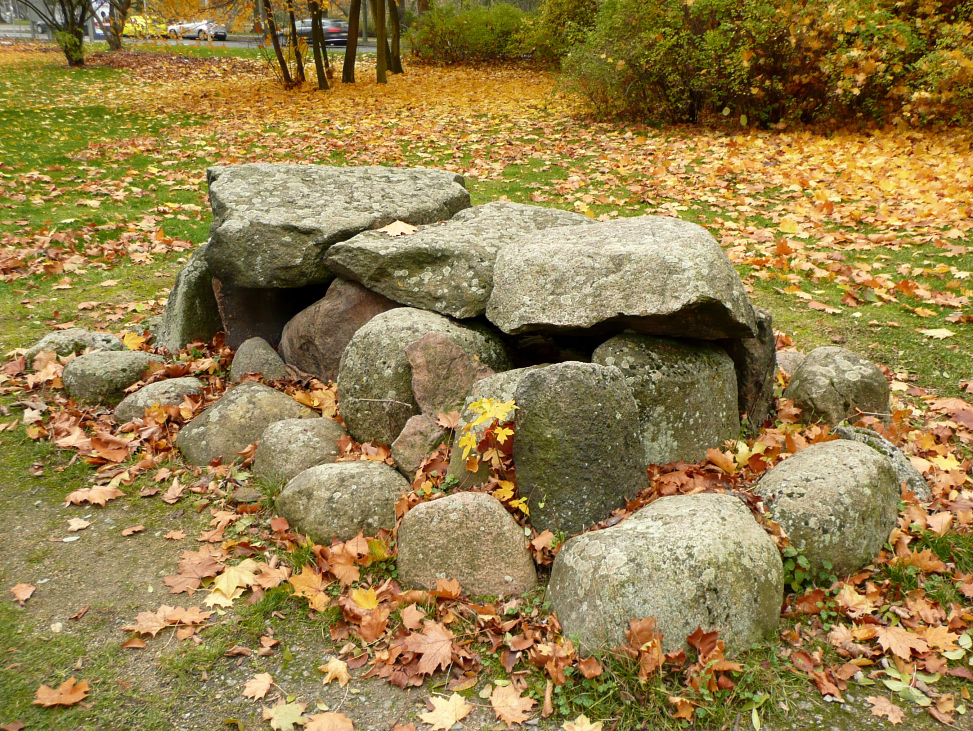
De Steenkist van Anderlingen (DE), ca. 1400 v.C.
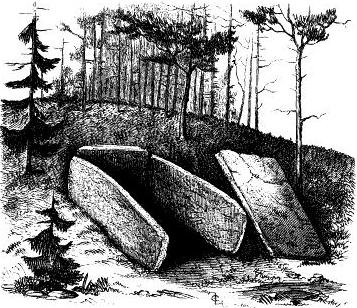
Zweden, 4,2 m
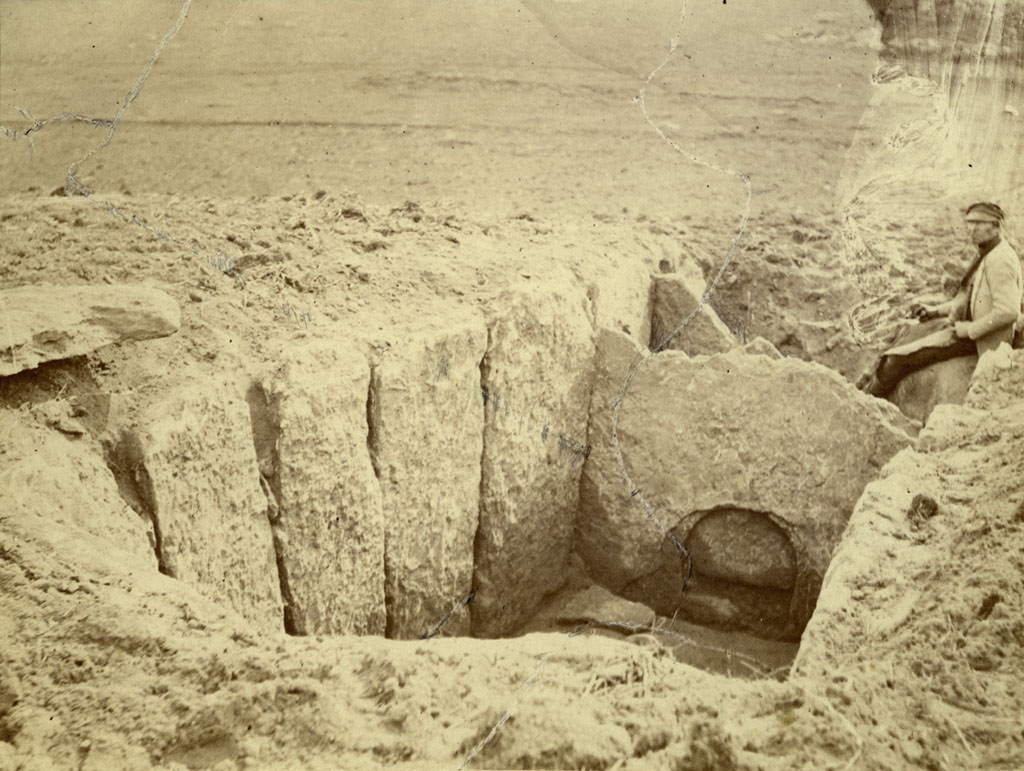
bij Utbogården, 1874
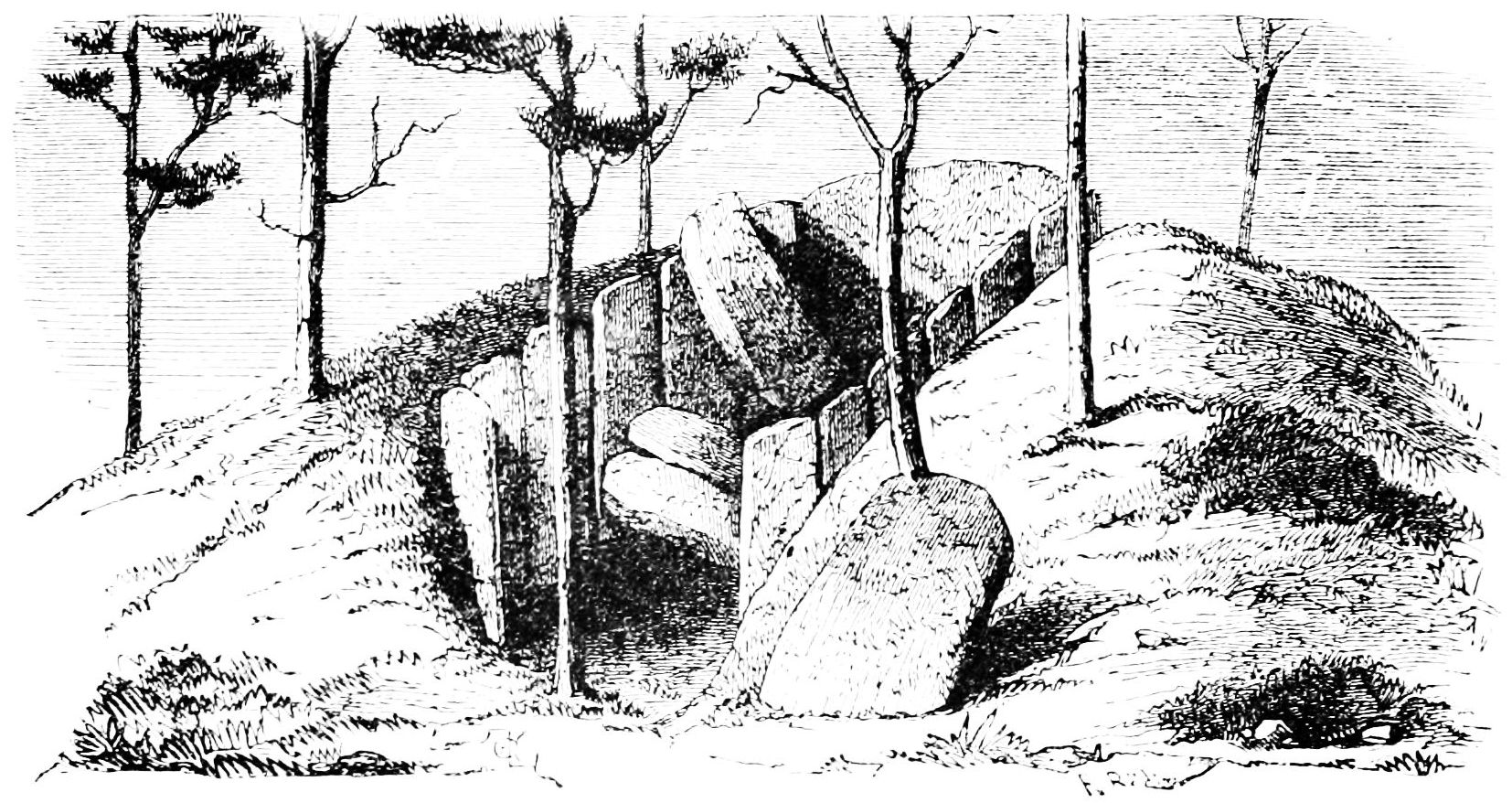
bij Skottened
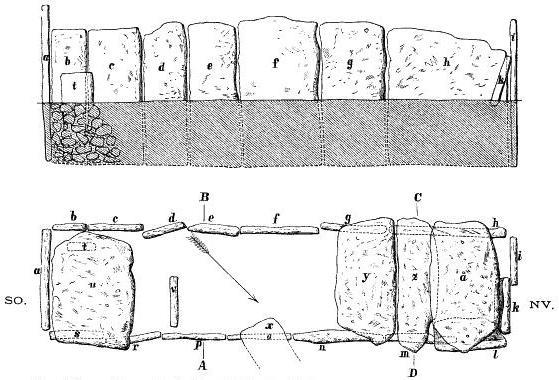
bij Nöbbele